# The Drugs Don't Work
The Drugs Don't Work è un singolo del gruppo musicale britannico The Verve, pubblicato il 1º settembre 1997 come secondo estratto dal terzo album in studio Urban Hymns.

## Descrizione
La canzone fu scritta dal frontman Richard Ashcroft  all'inizio del 1995. Lo dichiarò lo stesso Ashcroft in un'intervista risalente a quel periodo, quando faceva uso abituale di droga:
Ashcroft suonò la canzone anche durante il tour di supporto all'album A Northern Soul. Il brano fu poi inserito in Urban Hymns. Il produttore del disco, Chris Potter, l'avrebbe poi definita la migliore canzone che avesse mai registrato e quella con la migliore parte vocale.
Si ritiene che Ashcroft abbia composto la canzone in memoria del padre appena scomparso e che si sia ispirato al rapporto con sua moglie. Ashcroft ha detto: "Per me è una canzone d'amore".
Il testo cambiò nel passaggio dal demo alla versione per l'album: il verso "They just make me worse" divenne "They just make you worse" perché Ashcroft tentò di mettere in versi vari punti di vista. "They make you/me worse" ("Ti/mi rendono peggiore") si riferisce alle medicine assunte dal padre malato, che lo tennero in vita per un periodo più lungo, ma non migliorarono la situazione, che, anzi, sembrava quasi peggiore.
Essendo stato lanciato sul mercato il giorno dopo la tragica scomparsa della Principessa Diana, il brano,Ballata malinconica, parve catturare l'umore triste della nazione, come notato durante il programma televisivo 100 Greatest #1 Singles su Channel 4.

## Successo commerciale
Il brano raggiunse la prima posizione della classifica britannica dei singoli, miglior risultato per un singolo della band nel Regno Unito.

## Video musicale
Nel videoclip, diretto da Andy Baybutt, il gruppo indossa gli stessi vestiti del video di Bitter Sweet Symphony. Ricorrono altri elementi noti ai fan, come la copertina del disco No Come Down e la scritta "Feelings" sul distributore automatico, che si riferisce alla canzone Life's an Ocean dell'album A Northern Soul, in cui Ashcroft canta: "I was buying some feelings from a vending machine". Il video, che contiene anche scene in bianco e nero, termina con l'immagine di un legno ardente con la scritta "Urban Hymns" che galleggia in acqua.

## Tracce
CD1 HUTDG88
1. The Drugs Don't Work
2. Three Steps
3. The Drugs Don't Work (demo)

CD2 HUTDX88
1. The Drugs Don't Work
2. Bitter Sweet Symphony (James Lavelle Remix)
3. The Crab
4. Stamped

12" HUT88
1. The Drugs Don't Work (radio edit)
2. The Drugs Don't Work (demo version)
3. Three Steps
4. The Crab

## Formazione
- Richard Ashcroft – voce, chitarra acustica
- Nick McCabe – chitarra
- Simon Tong – tastiera
- Simon Jones – basso
- Peter Salisbury – batteria

Altri musicisti
- Will Malone – conduzione, arrangiamento strumenti ad arco

## Classifiche
| Classifica (1997) | Posizione massima |
| ----------------- | ----------------- |
| Australia         | 22                |
| Belgio (Fiandre)  | 52                |
| Europa            | 8                 |
| Finlandia         | 9                 |
| Francia           | 72                |
| Germania          | 87                |
| Irlanda           | 3                 |
| Norvegia          | 13                |
| Nuova Zelanda     | 10                |
| Paesi Bassi       | 61                |
| Regno Unito       | 1                 |
| Svezia            | 18                |

## Cover
Del brano esistono numerose cover. Si segnalano quella di Ben Harper, presente nell'album dal vivo Live from Mars e di Skin. In Australia hanno reinterpretato il brano i Grinspoon per il CD Like A Version, Adam Gontier, dal progetto Devorah (1996) e da Kate Ceberano per l'album Kate Ceberano and the West Australian Symphony Orchestra. Nel 2009 il cantante rock di Taiwan Faith Yang ha registrato una cover del pezzo per il disco Self-Selected."The Drugs Don't Work" By Pete Doherty. covering The Verve's "The Drug's Don't Work" at Festival in Cardiff.